# Gabrje, Tolmin
Gabrje je naselje v Občini Tolmin.